# MEC d'Ain Chock
L'Association de Maison d'Enfants Club d'Ain Chock (MEC) est un club de basket-ball marocain, basé à Ain Chock à Casablanca.

## Palmarès
- Coupe du trône
  - Vainqueur : 1970, 1971
  - Finaliste : 1981